# Firelight
A Firelight egy máltai népzenei együttes, akik Máltát képviselték a 2014-es Eurovíziós Dalfesztiválon, a dán fővárosban, Koppenhágában. Versenydaluk a Coming Home volt.

## Karrier

### 2014-es Eurovíziós Dalfesztivál
2014. február 8-án megnyerték a tizennégy fős máltai nemzeti döntőt, a Malta Eurovision Song Contest-et, így a 2014-es Eurovíziós Dalfesztiválon, Koppenhágában ők képviselhették hazájukat.
2014. május 8-án, a dalfesztivál második elődöntőjében, elsőként léptek fel, az izraeli Mei Feingold előtt. 
A május 10-én rendezett döntőben 23. helyen végeztek.

## Tagok
- Michelle Mifsud — vokál, zongora, ütőhangszerek
- Richard Edward Micallef — vokál, akusztikus gitár, cimbalom, ütőhangszerek
- Tony Polidano — vokál, nagybőgő, basszusgitár, ütőhangszerek
- Daniel Micallef — akusztikus gitár, elektromos gitár
- Leslie Decesare — dob, ütőhangszerek, szájharmonika